# Chieko Hase
Pour les articles homonymes, voir Hase.
Chieko Hase (長谷 千恵子, Hase Chieko), née le 25 octobre 1956, est une joueuse internationale de football japonaise. Elle évolue au poste de gardienne de but.

## Biographie
Le 7 juin 1981, elle fait ses débuts avec l'équipe nationale japonaise lors de la Coupe d'Asie, contre l'équipe de Taipei chinois. 
Elle compte trois sélections en équipe nationale du Japon.

## Statistiques
Le tableau ci-dessous présente les statistiques de Chieko Hase en équipe nationale :
| Équipe du Japon | Équipe du Japon | Équipe du Japon |
| Année           | Matchs          | Buts            |
| --------------- | --------------- | --------------- |
| 1981            | 3               | 0               |
| Total           | 3               | 0               |